# Instituto de Investigaciones Bibliotecológicas y de la Información
El Instituto de Investigaciones Bibliotecológicas y de la Información (IIBI) es un instituto perteneciente a la Universidad Nacional Autónoma de México dedicado a generar investigaciones relativas a la bibliotecología y difundir la disciplina. Fue fundado en 1981 como el Centro Universitario de Investigaciones Bibliotecológicas (CUIB), cambiando a su nombre actual en 2012. Desde finales de 2016 el Instituto es dirigido por la Doctora Georgina Araceli Torres Vargas.

## Historia
El 14 de diciembre de 1981 se creó el Centro Universitario de Investigaciones Bibliotecológicas (CUIB) por acuerdo del rector Octavio Rivero Serrano, comenzando sus actividades en el segundo nivel del patio central del Antiguo Colegio de San Ildefonso.

La creación del CUIB le brinda formalidad y base metodológica a las investigaciones realizadas en el campo y que abarcaban desde la historia de la educación bibliotecológica hasta el análisis sobre la calidad de los programas educativos.
Lina Escalona Ríos, CUIB. 27 de marzo de 2002

En 1988, el Centro fue trasladado a los pisos 12 y 13 de la Torre II de Humanidades, espacio que ocupó hasta finales de 1999, cuando fue temporalmente reubicado por la remodelación del edificio hasta agosto de 2002.  
La creación del Instituto de Investigaciones Bibliotecológicas y de la Información fue aprobada por el Consejo Universitario en una sesión extraordinaria el 30 de marzo de 2012.

## Directores
- Perla Olivia Rodríguez Reséndiz (2025- )
- Georgina Araceli Torres Vargas (2016-2025)
- Jaime Ríos Ortega (2009-2016)
- Filiberto Felipe Martínez Arellano (2001-2009)
- Elsa M. Ramírez Leyva (1992-2001)
- Estela Morales Campos (1985-1992)
- Adolfo Rodríguez Gallardo (1982-1985)